# Demografía de Yucatán
La población de Yucatán era de 2 320 898 habitantes para 2020, convirtiéndose así, en el vigésimo segundo estado más poblado de México.
La ciudad de Mérida alberga al 42.9% de la población estatal, mientras que la zona metropolitana de Mérida contiene al 56.6% de la población del estado.

## Dinámica poblacional
De acuerdo con el XII Censo General de Población y Vivienda 2000 llevado a cabo por el INEGI, el estado de Yucatán contaba con una población de 1 658 200 habitantes. Y según el Conteo Nacional de Población y Vivienda 2005, hasta este año, la población del estado es de 1 818 948 habitantes. Ambas cifras representan aproximadamente el 1,7% del total nacional.
La tasa neta de migración interestatal durante el 2008, según algunas proyecciones de Conapo, asciende a 0,12% con lo que la entidad se colocó en la decimocuarta posición a nivel nacional. Esta tasa quiere decir que, en términos absolutos, fueron más las personas que inmigraron (6201 personas en 2008) desde diferentes entidades, que las que emigraron (3981 personas para el mismo año), desde Yucatán hacia otros estados de la República.
En Yucatán el grueso (la mayor parte) de la población se encuentra en el rango medio de los 15 y 19 años que abarca el 10,07% de la población total, seguido de la población de entre 10 y 14 años con el 9,93% de la población. El rango de entre 5 y 9, se coloca como el tercero más frecuente dentro de los grupos con mayor población e implica el 9,68% de la población.
Se proyecta que para el año 2030, Yucatán contará con una población de 2 343 530 habitantes, y el grueso de la población se localizará en el rango de entre 35 y 39 años de edad.

## Municipios más poblados
El municipio de Mérida aventaja por más de diez veces la población del segundo municipio más poblado (Kanasín). El mismo municipio de Mérida se encuentra conurbado en la denominada Zona Metropolitana de Mérida, la cual cubre parte de los municipios de Umán y Kanasín y que resulta la región metropolitana más grande del sureste de México.
El municipio de Tizimín alberga a más de ochenta localidades, la mayoría dependientes de la ciudad de Tizimín. El municipio de Valladolid, por su lado, tiene también gran capacidad de aglomeración y en él se marca una dependencia de la población de los municipios vecinos debido a que la ciudad de Valladolid brinda una gran cantidad de servicios urbanos.

## Localidades más pobladas
Las mayores ciudades del estado se encuentran en la Zona metropolitana de Mérida, que concentra a la población de las ciudades de Mérida, Kanasín, Umán y Hunucmá; así como a otras localidades más pequeñas. Esta zona metropolitana alberga al 56.6% de la población del estado.

## Zona Metropolitana de Mérida

Mapa de la zona urbana de la ciudad de Mérida.

En el año 2015, el INEGI conjunto a otras dependencias de la administración pública federal, actualizó la delimitación de las áreas metropolitanas de Mérida sumando un total de 11 municipios. En el año 2020 la población total de la zona metropolitana sumó 1 316 088 habitantes.
La Zona Metropolitana de Mérida, según datos del INEGI en 2015, se localiza en la parte noroeste del estado mexicano de Yucatán y está conformada oficialmente por 11 municipios, de los cuales 3 son considerados como municipios centrales, es decir, municipios que cuentan con una conurbación continua, dichos tres municipios son: Mérida, Kanasín y Umán, mientras que los demás municipios son: Acanceh, Conkal, Hunucmá, Samahil, Timucuy, Tixkokob, Tixpéhual y Ucú, siendo éstos considerados como municipios exteriores pertenecientes a la zona metropolitana pero que no forman parte de su continua mancha urbana integral (conurbación), de igual manera en algunos documentos oficiales y estadísticas también se cuentan al municipio de Progreso.

## Religión
La religión ha tenido un papel preponderante en la historia de Yucatán. Desde luego, en el proceso de la conquista española por la acción de los misioneros franciscanos; en el largo período de colonización durante el virreinato en que el poder público (administrativo y militar) se apoyó para ejercer control en las estructuras eclesiásticas; y una vez más, durante la independencia de Yucatán, cuando muchas de las ideas liberales fueron conducidas y esparcidas por los reductos (sanjuanistas) de la propia iglesia. Por estos antecedentes históricos la población yucateca es mayoritariamente católica, en un fenómeno paralelo al que se dio en otras regiones de México.
No es ajeno a todo esto el que el 11 de agosto de 1993, el papa Juan Pablo II visitara Yucatán, en su tercer viaje a México, y fuera recibido multitudinariamente. Un encuentro con tres mil representantes de América Latina, una entrevista con el entonces presidente Carlos Salinas de Gortari y una comida con los obispos de México, fueron algunas de sus actividades en el territorio yucateco.
Como ya se mencionó anteriormente, la religión predominante en Yucatán es la religión católica. No obstante, los tres estados de la península de Yucatán muestran un porcentaje de catolicismo menor a la media nacional; además, Yucatán es una de las siete entidades con mayor participación de creyentes no católicos y de no religiosos en el país.
El registro censal identifica que la entidad tuvo uno de los porcentajes de población católica más alto hasta 1910, teniendo un importante declive en 1921 y un comportamiento irregular entre 1920 y 1960, año desde el cual la disminución ha sido constante. Mientras que en el ámbito municipal se observan diversos escenarios, donde de 25 de los 106 municipios más de una cuarta parte de sus habitantes difiere de la religión católica y en otros 20 municipios, más de 90% profesa esta doctrina. Cerca de 7% de la población protestante histórica de México reside en Yucatán, particularmente presbiterianos y bautistas, estas últimas tiene un mayor porcentaje en Kaua, Yobaín y Sudzal, todos estos son municipios con menos de 2600 habitantes. La población pentecostal y adventista también tiene una tendencia a concentrarse en municipios con una población reducida.
Por otro lado, las personas sin religión representan más del 10% en 9 municipios y el mayor crecimiento en la década que va de 1990 al año 2000 corresponde a la población atea, con una tasa anual promedio de 3,5%, seguida de la población diferente a la católica con 3,1% anual y finalmente el menor ritmo es el de la población practicante del catolicismo con el 2% del promedio anual.

## Idiomas
México mantiene en vigencia las lenguas originarias de su propio territorio mediante una política no sólo de reconocimiento, sino de fomento, difusión y educación. El idioma maya es la segunda lengua predominante en la región, solamente superado por el idioma español.
La enseñanza del idioma español es el eje del sistema educativo estatal aun en las escuelas de los municipios con mayor población indígena de Yucatán, debido a la extensión de dicho idioma en el territorio nacional. La lengua maya se enseña y conserva en las instituciones de alto nivel educativo y, también, en las escuelas de educación básica, con el propósito de mantener la cultura regional y evitar su pérdida como lengua viva.

### Lenguas indígenas
Después del estado de Oaxaca, Yucatán es el segundo estado con mayor porcentaje de hablantes de alguna lengua indígena de México; más de un tercio de la población residente del estado habla alguna lengua indígena. No obstante, del año 1990 al 2000 la población mayahablante disminuyó en un 9,8%.
Según datos del Conteo Nacional de Población y Vivienda 2005 del INEGI, la lengua maya es la más hablada en todo el estado, con 527 107 habitantes; esto coloca al estado de Yucatán como el de mayor población mayahablante en todo México. La lengua maya en la actualidad se escribe con caracteres latinos, aunque en tiempos prehispánicos los mayas utilizaban un complicado sistema de glifos o ideogramas silábicos para la escritura, que han sido descifrados a través de los estudios del epigrafista ruso Yuri Knorozov.
El fomento y preservación de la lengua maya es de gran importancia para el estado; en él existen medios de comunicación, particularmente radiofónicas bilingües, dedicadas a las poblaciones hablantes de este idioma del interior de la entidad.

### Español
El español hablado en Yucatán es fácilmente identificable como diferente con relación al del resto de la República mexicana. Esto se debe principalmente a la influencia notable de la lengua maya, que todavía es hablada por más de un tercio de la población del estado de Yucatán. La lengua maya es melódica, llena de sonidos de X (la "x" es pronunciada como "sh" en la lengua maya). El lenguaje de los yucatecos se distingue también por emplear muchos vocablos provenientes del maya y palabras del mismo origen que se han hispanizado desde la época colonial. El español del yucateco se caracteriza pues por un acento suave, dotado de una cadencia y un ritmo reconocibles y singulares, cuya entonación, entrepujada debido a la glotización, es peculiar y única en el contexto hispanoamericano. Esas características, sumadas a las palabras importadas del maya y que han permeado las formas españolas, convierten a la lengua regional en un peculiar y reconocible dialecto del español.

## Educación
| Población por escolaridad | Población por escolaridad | Población por escolaridad | Población por escolaridad | Población por escolaridad |
| ------------------------- | ------------------------- | ------------------------- | ------------------------- | ------------------------- |
| Grado académico           | Grado académico           |                           | Porcentaje                | Porcentaje                |
| Sin instrucción           | Sin instrucción           |                           | 7.7                       | 7.7                       |
| Primaria parcial          | Primaria parcial          |                           | 17.5                      | 17.5                      |
| Primaria                  | Primaria                  |                           | 14.3                      | 14.3                      |
| Secundaria parcial        | Secundaria parcial        |                           | 5.6                       | 5.6                       |
| Secundaria                | Secundaria                |                           | 20.7                      | 20.7                      |
| Media superior            | Media superior            |                           | 18.2                      | 18.2                      |
| Superior                  | Superior                  |                           | 15.3                      | 15.3                      |
| Fuente: INEGI (2010)      |                           |                           |                           |                           |

En 2010, en el estado, 141 753 personas mayores de 8 años no sabían leer ni escribir.
El estado cuenta con alrededor de 1332 escuelas preescolares, 1535 escuelas primarias, 625 escuelas secundarias, 119 bachilleratos afiliados a la SEP, junto con otras instituciones afiliadas a universidades, estos últimos dos niveles conforman la educación media superior.
La mayor parte de la oferta educativa de nivel superior se concentra en Mérida. La Universidad Autónoma de Yucatán es considerada como la máxima casa de estudios del estado, y como una de las cinco mejores universidades públicas de México, además de ser calificada como una de las mejores 100 de América Latina. En la capital destacan también otras universidades como el Instituto Tecnológico de Mérida, la  Universidad Tecnológica Metropolitana la Universidad Marista de Mérida, la Universidad Anáhuac Mayab, la Universidad Modelo y la Universidad Mesoamericana de San Agustín mientras que en el interior del estado sobresalen el Instituto Tecnológico de Conkal, la Universidad de Oriente y el Instituto Tecnológico de Tizimín, todas ellas consideradas entre las 360 mejores universidades del país.